# František Pitra
František Pitra (ur. 13 listopada 1932 r. w Městcu, część Chroustovic, zm. 2 stycznia 2018) – czechosłowacki polityk i działacz komunistyczny, premier Czeskiej republiki Socjalistycznej w latach 1988–1990.

## Życiorys
Urodził się w 1932 roku w Městcu, koło Chroustovic. Po ukończeniu szkoły średniej rozpoczął studia na Akademii Rolniczej w Brnie, które ukończył w 1955 roku. Następnie pracował jako agronom w Prachticach. W 1958 roku dostał się do struktur regionalnych Komunistycznej Partii Czechosłowacji w Czeskich Budziejowicach, awansując w 1971 roku na sekretarza, a sześć lat później I sekretarza. W latach 1977–1989 zasiadał w Komitecie Centralnym KPCz. W 1988 roku został premierem Czeskiej republiki Socjalistycznej, zastępując tym samym na tym stanowisku Ladislava Adamca, który objął funkcję premiera Czechosłowacji. Był ostatnim komunistycznym premierem republiki. 5 lutego 1990 roku zrezygnował ze wszystkich funkcji wycofując się z życia publicznego. 